# Pánico homosexual
Pánico homosexual es una expresión pseudocientífica acuñada originalmente por el psiquiatra Edward J. Kempf en 1920, para denominar un tipo de reacción violenta causada al ser destinatario de una conducta homosexual. El diagnóstico no apareció en ninguna edición posterior del DSM y, por lo tanto, la Asociación Estadounidense de Psiquiatría no lo considera una afección ni desorden
Dentro de la comunidad académica, carece de reconocimiento científico por no reunir los criterios metodológicos científicos necesarios para ser aceptado y por eso se lo considera ppseudocientífico. El pánico homosexual ha sido rechazado como entidad clínica por las dos instituciones más reconocidas en el mundo en términos de salud y trastornos mentales: la Organización Mundial de la Salud (OMS) y la Asociación Americana de Psicología (APA). Es por eso que no aparece en las listas de trastornos patológicos de ningún manual de psiquiatría 
.
 Es conocida también como "Enfermedad de Kempf". Kempf consideró que se trataba de una enfermedad mental incluida en el desorden denominado psicosis reactiva breve (CIE-10, F23.9). El pánico homosexual es frecuentemente utilizado como eximente de responsabilidad (defensa de pánico gay) en los delitos de agresión a personas homosexuales.
La supuesta enfermedad ha sido cuestionada por estudiosos que sostienen que se trata de una justificación cultural de la homofobia y la discriminación de personas homosexuales.

## Detalle
Kempf lo denominó "pánico homosexual agudo". El término apareció por primera vez en el libro Psicopatología (1920), en el que describe casos en los que jóvenes varones heterosexuales son tratados despectivamente por sus amigos o compañeros, como si los creyeran homosexuales, impulsándolo a realizarles fellatios o a ser objeto de penetración anal.
Suele decirse que estos ataques ocurren en situaciones en las que las personas son todos hombres, como cuarteles, barracas militares o prisiones.

## Crítica
La investigadora Eve Kosofsky Sedgwick ha cuestionado el estatus de enfermedad mental que se ha concedido a esta conducta, sostienendo que se trata de una justificación cultural de la homofobia y la discriminación de personas homosexuales.

## Fuente y bibliografía
- Kosofsky Sedgwick, Eve (1998 [1990]). «La bestia del armario. James y el pánico homosexual». Epistemología del armario. Barcelona: Ediciones de la Tempestad. pp. 240-280. ISBN 8479480343.

- Datos: Q2253484